# Großer Preis von Frankreich 1930

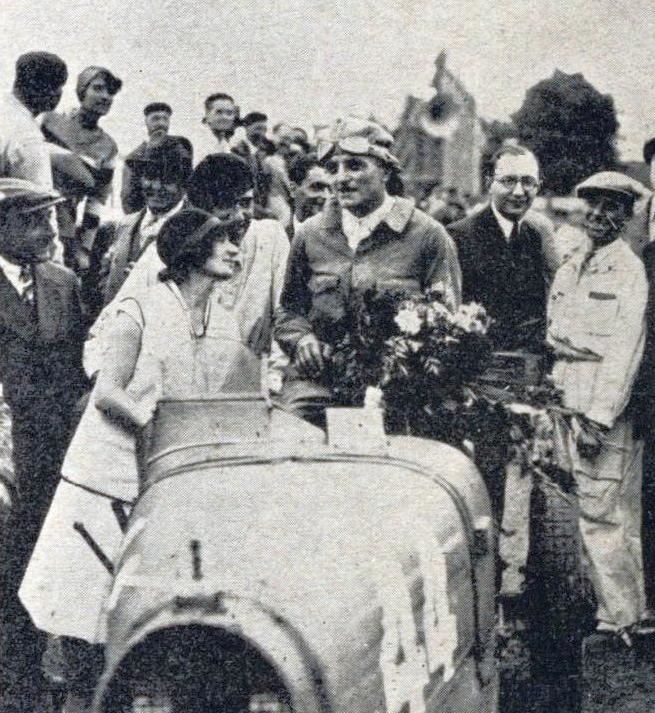
Rennsieger Philippe Étancelin

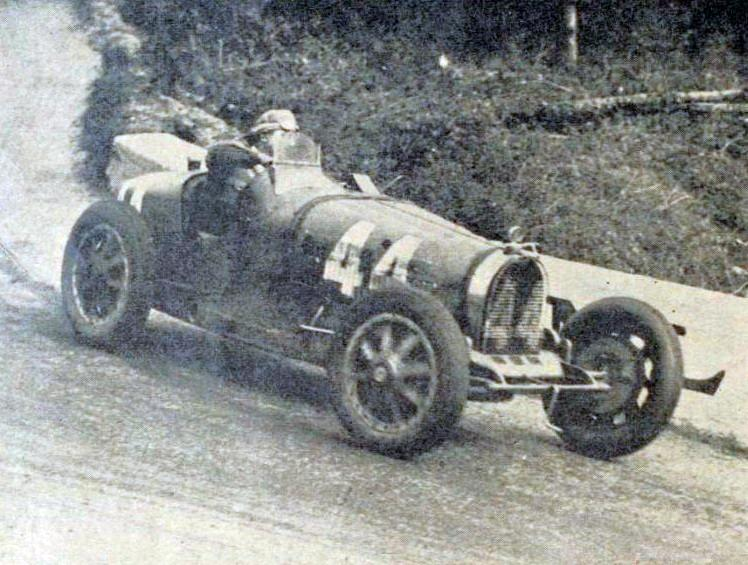
Philippe Étancelin während des Rennens

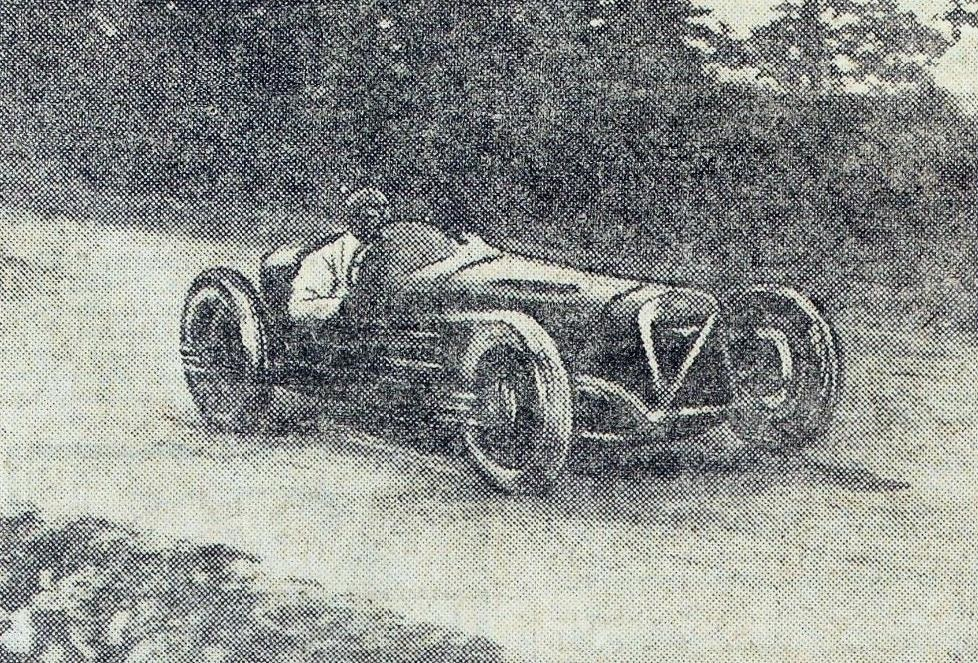
Der sechstplatzierte Robert Sénéchal in seinem Delage

Der XXIV. Große Preis von Frankreich (XXIV Grand Prix de l’Automobile Club de France) fand am 21. September 1930 auf einem Dreiecks-Rundkurs über öffentliche Straßen bei Pau in Frankreich statt. Obwohl als Grande Épreuve eingestuft und zunächst als Lauf zur Automobilweltmeisterschaft vorgesehen, wurde die Ausschreibung später geändert und das Rennen nach der sogenannten Freien Formel ausgetragen, bei der es bis auf eine geforderte Mindestgröße der Motoren von 1,1 Litern Hubraum im Prinzip keinerlei Teilnahmebeschränkungen für Wagen und Fahrer gab. Das Rennen wurde über 25 Runden à 15,835 km ausgetragen, was einer Gesamtdistanz von 395,88 km entsprach.
Sieger des Rennens wurde der Franzose Philippe Étancelin mit einem privat gemeldeten Bugatti Type 35C. Bemerkenswert war auch der zweite Platz des Briten Sir Henry Birkin auf einem 4,5-Liter-Bentley mit Kompressor, bei dem es sich um einen in Renntrim gebrachten, im Prinzip straßentauglichen Tourenwagen handelte.

## Rennen
Als Austragungsort des Grand Prix de l’ACF für 1930 wurde zum ersten Mal die Stadt Pau im Südwesten Frankreichs bestimmt, die bereits auf eine lange Motorsporttradition zurückblicken konnte. Unter anderem war hier 1901 überhaupt das erste Automobilrennen ausgetragen worden, bei dem dem Sieger ein Preis unter dem Titel Grand Prix verliehen wurde. 
Das Rennen von 1930 wurde noch nicht auf dem später bekannten Innenstadtkurs, sondern auf einem speziell dafür eingerichteten Dreieckskurs auf öffentlichen Straßen außerhalb der Stadt durchgeführt, der trotz seiner Bezeichnung als Grand Circuit permanent de Pau nur für diese eine Veranstaltung verwendet wurde.
Wie alle Grandes Épreuves sollte das Rennen ursprünglich nach der obligatorischen Internationalen Rennformel ausgetragen werden, die im Wesentlichen ein Verbrauchslimit von 14 kg Betriebsstoffen (Benzin und Öl) pro 100 gefahrene Rennkilometer bei ansonsten vorgegebenen Mindestabmessungen von 1,1 Litern Hubraum, 900 kg Wagengewicht und 100 cm Wagenbreite beinhaltete. Ebenso war es ursprünglich auch als Lauf zur Markenweltmeisterschaft für Automobile vorgesehen, die in dieser Saison trotz zweier zuletzt gescheiterter Versuche noch einmal ausgeschrieben worden war.
Nachdem jedoch bis drei Monate vor dem Rennen noch kein einziger Teilnehmer eine Meldung abgegeben hatte, blieb dem Automobile Club de France schließlich kaum etwas anderes mehr übrig, als auf ein sogenanntes formelfreies Rennen umzuschwenken, wobei Rennwagen aller Art von mindestens 1,1 Litern Hubraum zugelassen wurden. Gleichzeitig wurde das Nenngeld deutlich abgesenkt und nach einem öffentlichen Appell an den Patriotismus gelang es schließlich, ein Feld von 25 Wagen zusammenzubekommen, das sich allerdings fast ausschließlich aus einheimischen Teilnehmern zusammensetzte. Einziger Farbtupfer im Feld der ansonsten durchweg blauen Wagen war der grüne Bentley „Blower“ von Sir Henry „Tim“ Birkin mit 4,5-Liter-Kompressormotor, bei dem es sich im Wesentlichen um einen modifizierten viersitzigen Tourenwagen handelte, der aufgrund seiner Dimensionen auch als „Lastwagen“ verspottet wurde.
Favoriten des Rennens waren aber natürlich die beiden vom Bugatti-Werk eingesetzten 2-Liter-Grand-Prix-Rennwagen vom Typ 35C, von denen einer von Guy Bouriat und Louis Chiron geteilt und der andere von dem unter dem Pseudonym „Williams“ startenden, in Frankreich lebenden Briten William Grover-Williams gefahren wurde. Eigentlich war sogar der Start des Nachfolgemodells vom Bugatti Type 51 beabsichtigt gewesen, deren Entwicklung war jedoch noch nicht weit genug fortgeschritten. Mit weiteren 15 privat eingesetzten Wagen stellte Bugatti auch insgesamt die Mehrheit der Teilnehmer. Komplettiert wurde das Feld durch zwei Eigenbauten von Charles und Ferdinand Montier (Vater und Sohn) auf Ford-Basis, einem Ariès-Sportwagen, dem Grand-Prix-Delage von Robert Sénéchal aus 1927 und schließlich zwei älteren, eigentlich für Ausdauerwettbewerbe konzipierten Peugeot 174 S Rennsportwagen mit seitengesteuerten 4-Liter-Vierzylindermotoren, gefahren von René Ferrant und Henri Stoffel, dem Beinahe-Helden des vorangegangenen Großen Preises von Belgien. Zu einem wirklich erstklassigen Rennen fehlten dagegen vor allem die Spitzenteams und –Fahrer aus Italien, die aufgrund der kurzfristigen Änderung der Ausschreibung nicht mehr entsprechend umdisponieren konnten.
Nach dem Start bildete sich schnell eine Spitzengruppe mit „Williams“, Bouriat und den Privatfahrern Juan Zanelli und Philippe Étancelin, alle auf Bugatti, in der die beiden Werksautos – insbesondere nachdem Chiron Bouriat wie vorgesehen am Steuer abgelöst hatte – zunächst das Tempo vorlegten. Allerdings hielten ihre etwas zu stark profilierten Reifen die angeschlagene Geschwindigkeit nicht durch, so dass beide zu außerplanmäßigen Stopps an die Box kommen mussten. Der eigentlich völlig unnötige Fahrerwechsel hatte außerdem bereits zuvor schon Zeit gekostet, so dass die Piloten nun Wagen und Material noch stärker beanspruchten, um den verlorenen Boden wieder gutzumachen. Dies führte jedoch nur zu weiteren Reifenproblemen und schließlich auch zum Ausfall beider Wagen, während Étancelin mit seinem privat gemeldeten Auto ganz im Sinn seiner sich vorher zurecht gelegten Rennstrategie – um Reifen und Motor zu schonen hatte er seinen Rennwagen mit einer besonders langen Achsübersetzung versehen und vermied es außerdem, eine bestimmte Motorendrehzahl zu überschreiten – die Renndistanz ohne gravierende Probleme und vor allem ohne Boxenstopp buchstäblich mit dem letzten Tropfen Benzin im Tank zurücklegen konnte und am Ende von einer jubelnden Menge als Sieger aus dem Auto gehoben wurde. Mit einer ganz ähnlichen Strategie wurde Birkin Zweiter, wobei er dank der überragenden Motorleistung des schwerfälligen Bentley die in den Kurven verlorene Zeit auf den geraden Streckenabschnitten immer wieder wettmachen konnte. Für die Anzeige von Überholmanövern hatte er sogar die an seinem Wagen vorhandene Hupe verwendet, was sicher ein einmaliger Vorgang in der Geschichte der Grand-Prix-Rennen gewesen sein mag.

## Ergebnisse

### Meldeliste
| Team                               | Nr. | Klasse | Fahrer                  | Info  | Chassis                | Motor                      | Reifen |
| ---------------------------------- | --- | ------ | ----------------------- | ----- | ---------------------- | -------------------------- | ------ |
| Jean Poniatowski                   | 02  | 1.5l   | Jean Poniatowski        | DNA   | Alphi                  | CIME 1.1L I6               |        |
| Louis Casali                       | 04  | 1.5l   | Louis Casali            |       | La Perle Six           | Bignan 1.5L I6 Kompressor  |        |
| Stanisław Czaykowski               | 06  | 2.0l   | Stanisław Czaykowski    |       | Bugatti T35C           | Bugatti 2.0L I8 Kompressor |        |
| Babe Stapp                         | 08  |        | Babe Stapp              | DNA a | Duesenberg Model A     | Duesenberg 4.0L I8         | F      |
| Marcel Lehoux & Philippe Étancelin | 10  | 3.0l   | Marcel Lehoux           |       | Bugatti T35B           | Bugatti 2.3L I8 Kompressor |        |
| Marcel Lehoux & Philippe Étancelin | 44  | 2.0l   | Philippe Étancelin      |       | Bugatti T35C           | Bugatti 2.0L I8 Kompressor | K      |
| Georges Bouriano                   | 12  | 3.0l   | Georges Bouriano        | DNA   | Bugatti T35B           | Bugatti 2.3L I8 Kompressor |        |
| Automobiles Ettore Bugatti         | 14  | 2.0l   | Guy Bouriat b           |       | Bugatti T35C           | Bugatti 2.0L I8 Kompressor | M      |
| Automobiles Ettore Bugatti         | 34  | 2.0l   | Albert Divo             | DNS c | Bugatti T35C           | Bugatti 2.0L I8 Kompressor | M      |
| Automobiles Ettore Bugatti         | 58  | 2.0l   | William Grover-Williams |       | Bugatti T35C           | Bugatti 2.0L I8 Kompressor | M      |
| Automobiles Ettore Bugatti         |     | 2.0l   | Louis Chiron            | RES   |                        |                            | M      |
| Jean-Pierre Wimille                | 16  | 1.5l   | Jean-Pierre Wimille     |       | Bugatti T37A           | Bugatti 1.5L I4 Kompressor |        |
| Captain Henry Stanley Birkin       | 18  |        | Tim Birkin              |       | Bentley Blower UU 5871 | Bentley 4.5L I4 Kompressor | D      |
| Robert Sénéchal                    | 20  | 1.5l   | Robert Sénéchal         |       | Delage Type 15 S 8     | Delage 1.5L I8 Kompressor  |        |
| Enzo Grimaldi                      | 22  | 2.0l   | Enzo Grimaldi           |       | Bugatti T35C           | Bugatti 2.0L I8 Kompressor |        |
| Claude Arthez                      | 24  | 2.0l   | Claude Arthez           | DNA   | Bugatti T35            | Bugatti 2.0L I8            |        |
| Attila Lenart                      | 26  | 2.0l   | Attila Lenart           | DNA   | Bugatti T35            | Bugatti 2.0L I8            |        |
| Jean de Maleplane                  | 28  | 2.0l   | Jean de Maleplane       |       | Bugatti T35C           | Bugatti 2.0L I8 Kompressor |        |
| Charles Montier et Cie             | 30  |        | Ferdinand Montier       |       | Montier Spéciale       | Ford 3.3L I4               | M      |
| Charles Montier et Cie             | 66  |        | Charles Montier         |       | Montier Spéciale       | Ford 3.3L I4               | M      |
| Juan Zanelli                       | 32  | 3.0l   | Juan Zanelli            |       | Bugatti T35B           | Bugatti 2.3L I8 Kompressor | K      |
| Albert de Bondeli                  | 36  | 1.5l   | Albert de Bondeli       |       | Bugatti T37A           | Bugatti 1.5L I4 Kompressor |        |
| Baron Jean de l’Espée              | 38  | 2.0l   | Jean de l’Espée         |       | Bugatti T35C           | Bugatti 2.0L I8 Kompressor | K      |
| Louis Charavel                     | 40  | 2.0l   | Louis Charavel          |       | Bugatti T35C           | Bugatti 2.0L I8 Kompressor |        |
| Guy Daniel                         | 42  | 3.0l   | Guy Daniel              |       | Bugatti T35B           | Bugatti 2.3L I8 Kompressor |        |
| Guy Daniel                         |     | 3.0l   | André Boillot           | RES   | Bugatti T35B           | Bugatti 2.3L I8 Kompressor |        |
| René Dreyfus                       | 46  | 3.0l   | René Dreyfus            | DNA   | Bugatti T35B           | Bugatti 2.3L I8 Kompressor |        |
| Maurice Henry                      | 48  | 3.0l   | Henri Stoffel           |       | Peugeot 174S           | Peugeot 4.0L I4            | M      |
| Maurice Henry                      | 74  | 3.0l   | René Ferrant            |       | Peugeot 174S           | Peugeot 4.0L I4            | M      |
| Maurice Henry                      |     | 3.0l   | Victor Rigal            | RES   |                        |                            | M      |
| Etiénne Lepicard                   | 50  | 1.5l   | Etiénne Lepicard        | DNA   | Donnet                 | Donnet 1.1L I4             |        |
| Georges Delaroche                  | 52  | 2.0l   | Georges Delaroche       |       | Bugatti T35C           | Bugatti 2.0L I8 Kompressor |        |
| Jean Gaupillat                     | 54  | 1.5l   | Jean Gaupillat          |       | Bugatti T37A           | Bugatti 1.5L I4 Kompressor |        |
| José Scaron                        | 56  | 1.5l   | José Scaron             | DNA   | Amilcar C 6            | Amilcar 1.1L I6 Kompressor |        |
| Arthur Duray                       | 60  | 1.5l   | Arthur Duray            | DNA   | Amilcar C 6            | Amilcar 1.1L I6 Kompressor |        |
| Armand Rodansky                    | 62  | 2.0l   | Armand Rodansky         | DNA   | Bugatti T35            | Bugatti 2.0L I8            |        |
| Aristide Lumachi                   | 64  | 3.0l   | Aristide Lumachi        |       | Bugatti T35B           | Bugatti 2.3L I8 Kompressor |        |
| Max Fourny                         | 68  | 2.0l   | Max Fourny              |       | Bugatti T35C           | Bugatti 2.0L I8 Kompressor |        |
| Guy Bouriat                        | 70  | 2.0l   | Guy Bouriat             | DNS d | Bugatti T35C           | Bugatti 2.0L I8 Kompressor |        |
| Robert Laly                        | 72  |        | Robert Laly             |       | Ariès                  | Ariès 3.3L I4              |        |

### Startaufstellung
Die Startpositionen wurden in der Reihenfolge der vorab zugeteilten Startnummern vergeben.
| Lehoux     |            | Czaykowski |              | Casali    |
|            |            |            |              |           |
|            | Wimille    |            | Bouriat      |           |
|            |            |            |              |           |
| Grimaldi   |            | Sénéchal   |              | Birkin    |
|            |            |            |              |           |
|            | F. Montier |            | de Maleplane |           |
|            |            |            |              |           |
| de l’Espée |            | de Bondeli |              | Zanelli   |
|            |            |            |              |           |
|            | Daniel     |            | Charavel     |           |
|            |            |            |              |           |
| Delaroche  |            | Stoffel    |              | Étancelin |
|            |            |            |              |           |
|            | Williams   |            | Gaupillat    |           |
|            |            |            |              |           |
| Fourny     |            | C. Montier |              | Lumachi   |
|            |            |            |              |           |
|            | Laly       |            | Ferrant      |           |

### Rennergebnis
| Pos. | Fahrer                   | Konstrukteur | Runden | Stopps | Zeit          | Start | Schnellste Runde | Ausfallgrund      |
| ---- | ------------------------ | ------------ | ------ | ------ | ------------- | ----- | ---------------- | ----------------- |
| 01   | Philippe Étancelin       | Bugatti      | 25     |        | 2:43:18,4 h   | 16    |                  |                   |
| 02   | Tim Birkin               | Bentley      | 25     |        | + 3:26,2 min  | 6     |                  |                   |
| 03   | Juan Zanelli             | Bugatti      | 25     |        | + 3:36,4 min  | 11    |                  |                   |
| 04   | Stanisław Czaykowski     | Ariès        | 25     |        | + 8:08,6 min  | 2     |                  |                   |
| 05   | Jean de l’Espée          | Bugatti      | 25     |        | + 11:10,4 min | 13    |                  |                   |
| 06   | Robert Sénéchal          | Bugatti      | 25     |        | + 13:10,2 min | 7     |                  |                   |
| 07   | Jean de Maleplane        | Bugatti      | 25     |        | + 17:39,6 min | 9     |                  |                   |
| 08   | Henri Stoffel            | Peugeot      | 25     |        | + 17:47,8 min | 17    |                  |                   |
| 09   | René Ferrant             | Peugeot      | 25     |        | + 25:50,0 min | 25    |                  |                   |
| 10   | Robert Laly              | Ariès        | 25     |        | + 38:00,8 min | 24    |                  |                   |
| —    | Guy Bouriat Louis Chiron | Bugatti      | 24     |        | DNF           | 4     |                  | Motorschaden      |
| —    | Charles Montier          | Montier      | 21     |        | NC            | 22    |                  | abgewunken        |
| —    | Enzo Grimaldi            | Bugatti      | 21     |        | NC            | 8     |                  | abgewunken        |
| —    | Louis Casali             | La Perle     | 19     |        | NC            | 1     |                  | abgewunken        |
| —    | Guy Daniel               | Bugatti      | 16     |        | DNF           | 15    |                  | Ausfall           |
| —    | Albert de Bondeli        | Bugatti      | 15     |        | DNF           | 12    |                  | Ausfall           |
| —    | William Grover-Williams  | Bugatti      | 12     |        | DNF           | 20    | 6:10,000         | Motorschaden      |
| —    | Louis Charavel           | Bugatti      | 10     |        | DNF           | 14    |                  | Unfall            |
| —    | Jean Gaupillat           | Bugatti      | 7      |        | DNF           | 19    |                  | Ausfall           |
| —    | Ferdinand Montier        | Montier      | 4      |        | DNF           | 10    |                  | Ausfall           |
| —    | Aristide Lumachi         | Bugatti      | 3      |        | DNF           | 21    |                  | Motorschaden      |
| —    | Jean-Pierre Wimille      | Bugatti      | 2      |        | DNF           | 5     |                  | Kompressorschaden |
| —    | Max Fourny               | Bugatti      | 2      |        | DNF           | 23    |                  | Motorschaden      |
| —    | Georges Delaroche        | Bugatti      | 2      |        | DNF           | 18    |                  | Motorschaden      |
| —    | Marcel Lehoux            | Bugatti      | 1      |        | DNF           | 3     |                  | Getriebeschaden   |

### Klassensieger
- Gruppe I (über 3000 cm³):  Tim Birkin (Bentley), 142,449 km/h
- Gruppe II (2000–3000 cm³):  Juan Zanelli (Bugatti), 142,304 km/h
- Gruppe III (1500–2000 cm³):  Philippe Étancelin (Bugatti), 145,447 km/h
- Gruppe IV (bis 1500 cm³):  Robert Sénéchal (Delage), 134,592 km/h